# Peter Thompson
Peter Thompson (ur. 27 listopada 1942 w Carlisle, zm. 31 grudnia 2018) – angielski piłkarz grający podczas kariery na pozycji lewego obrońcy.

## Kariera klubowa
Profesjonalną karierę Peter Thompson rozpoczął w pierwszoligowym Preston North End w 1960. W 1961 spadł z Preston do drugiej ligi. W 1963 przeszedł do pierwszoligowego Liverpoolu. Z Liverpoolem dwukrotnie zdobył mistrzostwo Anglii w 1964 i 1966, Puchar Anglii w 1965 i trzykrotnie Tarczę Dobroczynności w 1964, 1965 i 1966. Na arenie międzynarodowej dotarł do finału Puchar Zdobywców Pucharów w 1966, w którym Liverpool uległ Borussii Dortmund (Thompson wystąpił w finale). W 1973 odszedł do drugoligowego Boltonu Wanderers, w którym w 1978 zakończył karierę.
| Sezon   | Klub                   | Kraj   | Rozgrywki       | Mecze | Bramki |
| ------- | ---------------------- | ------ | --------------- | ----- | ------ |
| 1960/61 | Preston North End F.C. | Anglia | First Division  | 38    | 7      |
| 1961/62 | Preston North End F.C. | Anglia | Second Division | 42    | 4      |
| 1962/63 | Preston North End F.C. | Anglia | Second Division | 42    | 9      |
| 1963/64 | Liverpool F.C.         | Anglia | First Division  | 42    | 6      |
| 1964/65 | Liverpool F.C.         | Anglia | First Division  | 39    | 5      |
| 1965/66 | Liverpool F.C.         | Anglia | First Division  | 40    | 5      |
| 1966/67 | Liverpool F.C.         | Anglia | First Division  | 42    | 10     |
| 1967/68 | Liverpool F.C.         | Anglia | First Division  | 41    | 2      |
| 1968/69 | Liverpool F.C.         | Anglia | First Division  | 42    | 8      |
| 1969/70 | Liverpool F.C.         | Anglia | First Division  | 39    | 3      |
| 1970/71 | Liverpool F.C.         | Anglia | First Division  | 27    | 2      |
| 1971/72 | Liverpool F.C.         | Anglia | First Division  | 10    | 0      |
| 1972/73 | Liverpool F.C.         | Anglia | First Division  | 0     | 0      |
| 1973/74 | Bolton Wanderers F.C.  | Anglia | Second Division | 24    | 0      |
| 1974/75 | Bolton Wanderers F.C.  | Anglia | Second Division | 41    | 1      |
| 1975/76 | Bolton Wanderers F.C.  | Anglia | Second Division | 38    | 1      |
| 1976/77 | Bolton Wanderers F.C.  | Anglia | Second Division | 11    | 0      |
| 1977/78 | Bolton Wanderers F.C.  | Anglia | Second Division | 3     | 0      |

## Kariera reprezentacyjna
W reprezentacji Thompson zadebiutował 17 maja 1964 w wygranym 4-3 towarzyskim meczu z Portugalią. W 1968 został powołany do kadry Anglii na Mistrzostwa Europy 1968, na którym Anglia wywalczyła brązowy medal. Ostatni raz w reprezentacji wystąpił 25 kwietnia 1970 w zremisowanym 0-0 towarzyskim meczu ze Szkocją. Ogółem w latach 1964-1970 rozegrał w reprezentacji 16 meczów.
| Mecze i gole w reprezentacji | Mecze i gole w reprezentacji | Mecze i gole w reprezentacji | Mecze i gole w reprezentacji | Mecze i gole w reprezentacji | Mecze i gole w reprezentacji | Mecze i gole w reprezentacji |
| #                            | Data                         | Miasto                       | Przeciwnik                   | Gol                          | Wynik                        | Rozgrywki                    |
| ---------------------------- | ---------------------------- | ---------------------------- | ---------------------------- | ---------------------------- | ---------------------------- | ---------------------------- |
| 1.                           | 17.05.1964                   | Lizbona                      | Portugalia                   |                              | 4:3                          | towarzyski                   |
| 2.                           | 24.05.1964                   | Dublin                       | Irlandia                     |                              | 3:1                          | towarzyski                   |
| 3.                           | 27.05.1964                   | Nowy Jork                    | Stany Zjednoczone            |                              | 10:0                         | towarzyski                   |
| 4.                           | 30.05.1964                   | Rio de Janeiro               | Brazylia                     |                              | 1:5                          | Taça das Nações              |
| 5.                           | 01.06.1964                   | São Paulo                    | Portugalia                   |                              | 1:1                          | Taça das Nações              |
| 6.                           | 06.06.1964                   | Rio de Janeiro               | Argentyna                    |                              | 0:1                          | Taça das Nações              |
| 7.                           | 03.10.1964                   | Belfast                      | Irlandia Północna            |                              | 4:3                          | towarzyski                   |
| 8.                           | 21.10.1964                   | Londyn                       | Belgia                       |                              | 2:2                          | towarzyski                   |
| 9.                           | 18.11.1964                   | Londyn                       | Walia                        |                              | 2:1                          | towarzyski                   |
| 10.                          | 09.12.1964                   | Amsterdam                    | Holandia                     |                              | 1:1                          | towarzyski                   |
| 11.                          | 10.04.1965                   | Londyn                       | Szkocja                      |                              | 2:2                          | towarzyski                   |
| 12.                          | 10.11.1965                   | Londyn                       | Irlandia Północna            |                              | 2:1                          | towarzyski                   |
| 13.                          | 22.11.1967                   | Londyn                       | Irlandia Północna            |                              | 2:2                          | towarzyski                   |
| 14.                          | 01.06.1968                   | Hanower                      | RFN                          |                              | 0:1                          | towarzyski                   |
| 15.                          | 05.11.1969                   | Amsterdam                    | Holandia                     |                              | 1:0                          | towarzyski                   |
| 16.                          | 25.04.1970                   | Glasgow                      | Szkocja                      |                              | 0:0                          | towarzyski                   |